# Elisabeth Ahnert

Elisabeth Ahnert (um 1965)

Elisabeth Ahnert (* 4. Oktober 1885 in Chemnitz; † 3. September 1966 in Ehrenfriedersdorf) war eine deutsche Künstlerin.

## Leben
Elisabeth Ahnert, geborene Röth, erfuhr eine frühe Förderung durch die in Chemnitz ansässige Künstlerin Martha Schrag. Sie absolvierte von 1908 bis 1912 ein Studium an der Kunstgewerbeschule Dresden bei Max Frey, Margarete Junge und Carl Rade. (Frauen wurden erst seit dem Jahr 1907 zum Studium an der Kunstgewerbeschule zugelassen.)
In Dresden erlebte Ahnert das Aufbranden der Moderne und stand in Kontakt zu Künstlern wie Paula Lauenstein, Theodor Rosenhauer, Paul Wilhelm oder Karl Kröner. Sie heiratete 1912 den Kommilitonen Arthur Willibald Ahnert (1885–1927). Seit 1925 erhielt sie eine Förderung durch den Galeristen Heinrich Kühl in Dresden. Ahnert unternahm zwei Studienreisen nach Italien.
1945 zog sie aus dem zerstörten Dresden nach Erzgebirge, wo sie bis zu ihrem Tod lebte. Sie pflegte ab 1946 eine enge Freundschaft mit Albert Wigand. Im Kunstbetrieb der DDR galt sie eher als „Kunst-Außenseitern“, war allerdings auf Ausstellungen bis zu ihrem Tod recht gut vertreten.
Elisabeth Ahnert war Mitglied im Deutschen Künstlerbund, in der Zeit des Nationalsozialismus obligatorisch der Reichskammer der bildenden Künste und in der DDR im Verband Bildender Künstler der DDR.

## Einordnung
Elisabeth Ahnert gehört zu den wichtigen, aber heute noch wenig bekannten deutschen Malerinnen des 20. Jahrhunderts, die ähnlich wie ihre Zeitgenossinnen Ida Kerkovius oder Gabriele Münter eine eigene Handschrift entwickelte.

## Ehrungen
- In Ehrenfriedersdorf ist seit 2024 eine Straße nach Elisabeth Ahnert benannt.
- 2024 bekam Elisabeth Ahnert vom Projekt frauenorte sachsen einen Frauenort in Ehrenfriedersdorf.[5]

## Werke
Werke von Elisabeth Ahnert befinden sich unter anderem im Stadtmuseum Dresden, in den Staatlichen Kunstsammlungen Dresden, im Museum für Sächsische Volkskunst, in den Städtischen Kunstsammlungen Chemnitz, im Lindenau-Museum Altenburg, der Sammlung Erzgebirgische Landschaftskunst und im Angermuseum Erfurt. 1986 kamen mit der Schenkung Georg Brühl, zwei Werke von Elisabeth Ahnert unter dem Namen „Kunst der DDR“ in die Eremitage (Leningrad/St. Petersburg). Elisabeth Ahnert wurde auch als Textilkünstlerin bekannt.

## Ausstellungen (unvollständig)
Zu Lebzeiten
- 1927: Dresden: Graphische Ausstellung des Deutschen Künstlerbundes
- 1933: „Deutscher Künstlerbund. Erste Ausstellung“, Magdeburg, Haus des Kunstvereins, und Saarbrücken, Heimatmuseum
- 1936: Kunstausstellung Dresden
- 1945: „Freie Künstler. Ausstellung Nr. 1“, Kunstakademie Dresden
- 1946: „1. Ausstellung erzgebirgischer Künstler 1946“, Stadt- und Bergbaumuseum, Freiberg
- 1947: „2. Ausstellung erzgebirgischer Künstler 1947“, Stadt- und Bergbaumuseum, Freiberg
- 1948: „3. Ausstellung erzgebirgischer Künstler 1948“, Stadt- und Bergbaumuseum, Freiberg[9]
- 1948, 1949 und 1952: „Mittelsächsische Kunstausstellung“, Schloßbergmuseum Chemnitz
- 1949: „2. Deutsche Kunstausstellung Dresden 1949“
- 1950: „4. Ausstellung erzgebirgischer Künstler“, Stadt- und Bergbaumuseum, Freiberg
- 1950: „Künstler kämpfen für den Frieden“, Schloßbergmuseum Chemnitz
- 1952: „Mittelsächsische Kunstausstellung“, Museum am Theaterplatz, Chemnitz
- 1953: „Mittelsächsische Kunstausstellung“, Schloßbergmuseum, Karl-Marx-Stadt
- 1956: Städtisches Museum Zwickau
- 1958: Stadtmuseum, Bautzen
- 1961: Meyenburg-Museum, Nordhausen
- 1964: „Grafikausstellung“, Angermuseum, Erfurt
- 1965: „zum 80. Geburtstag der Künstlerin“, Museum am Theaterplatz, Karl Marx Stadt

postum
- 1968: Kupferstich-Kabinett Dresden
- 1971: Köpenicker Pädagogenklub Berlin zusammen mit Hans Theo Richter, von Lothar Lang kuratiert
- 1974: Albertinum, Dresden
- 1977: Galerie Oben, Karl Marx Stadt, art femina, mit Irene Bösch, Gerti Hartmann, Erika Klier, Dagmar Ranft-Schinke, Hanna Klose-Greger und Martha Schrag
- 1977: Galerie am Sachsenplatz, Leipzig
- 1984: StädtischenKunstsammlung, Karl-Marx-Stadt
- 1987: „Von Merz bis heute“, Staatliches Lindenau-Museum, Altenburg
- 1988: „Hans Jüchser, 1894–1977. Hommage nach seinem 10. Todesjahr“, Kunstausstellung Kühl, Dresden
- 1989: Galerie am Markt, Annaberg-Buchholz, mit Toni Koy und Arthur Wirth
- 1989: „Zeichnungen in der Kunst der DDR“ Marstall-Akademie-Galerie, Berlin (Katalog)
- 1996: „Applikationen, Collagen und Radierungen.“ Galerie Finckenstein, Dresden
- 2004: „Elisabeth Ahnert, Albert Wigand und Carlfriedrich Claus.“ Druckwerkstatt der B53, Burgstädtel
- 2005: „Elisabeth Ahnert.“ Bilderhaus Krämerbrücke, Erfurt
- 2007: „Eine Künstlerfreundschaft – Elisabeth Ahnert und Albert Wigand.“ Kunstkeller, Annaberg-Buchholz
- 2007: „Elisabeth Ahnert.“ Leonhardi-Museum Dresden (Katalog)
- 2010: „Arbeiten auf Papier.“ PPZK, Leipzig
- 2013: „Schläft ein Lied in allen Dingen.“ Kunstsammlung, Neubrandenburg
- 2014: „Künstlerbegegnungen“ Kunstausstellung Kühl, Dresden
- 2014: „Ein Engel führte ihr die Hand.“ Schlossmuseum, Arnstadt
- 2015: „Aus einer Privatsammlung.“ (Linde und Michael de Maiziére) Galerie Parterre Berlin
- 2015: „Blumenstücke“ Heinrich-Hartmann-Haus, Oelsnitz/Erzgeb.
- 2021: „Ein Garten der Künste“ Deutsches Gartenbaumuseum, Erfurt
- 2021: „Blumen möchte ich anders, freier und übersetzter.“ Lindenau-Museum, Altenburg
- 2022: „Ehrenfriedersdorfer Bergbau im Spiegel der Kunst“ Museum Zinngrube Ehrenfriedersdorf
- 2024: Galerie Hebecker, Weimar
- 2025: Alte Schule, Hennersdorf, Elisabeth Ahnert, Collage, Malerei und Erik Neukirchner, Bronzeplastik